# Личфилд (район)
Личфилд (англ. Lichfield) — неметрополитенский район (англ. non-metropolitan district) в церемониальном графстве Стаффордшир в Англии. Административный центр — город Личфилд.

## География
Район расположен в юго-восточной части графства Стаффордшир, граничит с графствами Уэст-Мидлендс на юге и Уорикшир и Дербишир — на востоке.

## Состав
В состав района входят 3 города:
- Бернтвуд
- Личфилд
- Фазели

и 25 общин (англ. Civil parish).